# Vestjerusalem
Vestjerusalem eller det vestlige Jerusalem henviser til den del af Jerusalem, der blev kontrolleret af Israel efter den arabisk-israelske krig i 1948 . Da byen blev delt af den grønne linje (den de facto grænse, der blev etableret som følge af våbenhvileaftalerne fra 1949), blev det israelsk kontrolleret Vestjerusalem formelt adskilt fra Østjerusalem, som var kontrolleret af Jordan. Selvom Israel har kontrolleret hele Jerusalem siden seksdagskrigen i 1967, er grænserne mellem Vestjerusalem og Østjerusalem fortsat internationalt anerkendt som de jure grundet deres betydning for processen med at fastlægge Jerusalems status, som har været blandt de primære stridspunkter i den arabisk-israelske konflikt og den israelsk-palæstinensiske konflikt. Med visse undtagelser er et forenet Jerusalem ikke internationalt anerkendt som det suveræne territorium for hverken Israel eller staten Palæstina. Det er mere udbredt accepteret, at der kun anerkendes israelsk suverænitet over Vestjerusalem, da FN betragter Østjerusalem som en del af den israelsk besatte Vestbredden.